# Amblyjoppa aelvana
Amblyjoppa aelvana är en stekelart som först beskrevs av Cameron 1897.  Amblyjoppa aelvana ingår i släktet Amblyjoppa och familjen brokparasitsteklar. Inga underarter finns listade i Catalogue of Life.